# إليانور إل. هال
إليانور إل. هال (بالإنجليزية: Eleanor L. Hall)‏ هي معالجة نفسية أمريكية، ولدت في 1947.